# Stade Abdelkader-Zerrouki
Le stade Abdelkader-Zerrouki est un stade de football de 3 000 places situé dans la ville de Khemis El Khechna dans la wilaya de Boumerdès et où évolue l'équipe de football IB Khemis El Khechna.
À l'indépendance de l'Algérie, le stade fut renommé « stade Abdelakder-Zerrouki », du nom d'un martyr de la ville.

## Histoire
Le stade municipal du Fondouk a été construit à la fin des années 1930. Il a longtemps accueilli les rencontres du Racing Club Foudouk, puis l'IB Khemis El Khechna, club de deuxième division algérienne.
Il est actuellement doté d'une capacité de près de 3 000 places.

## Galerie

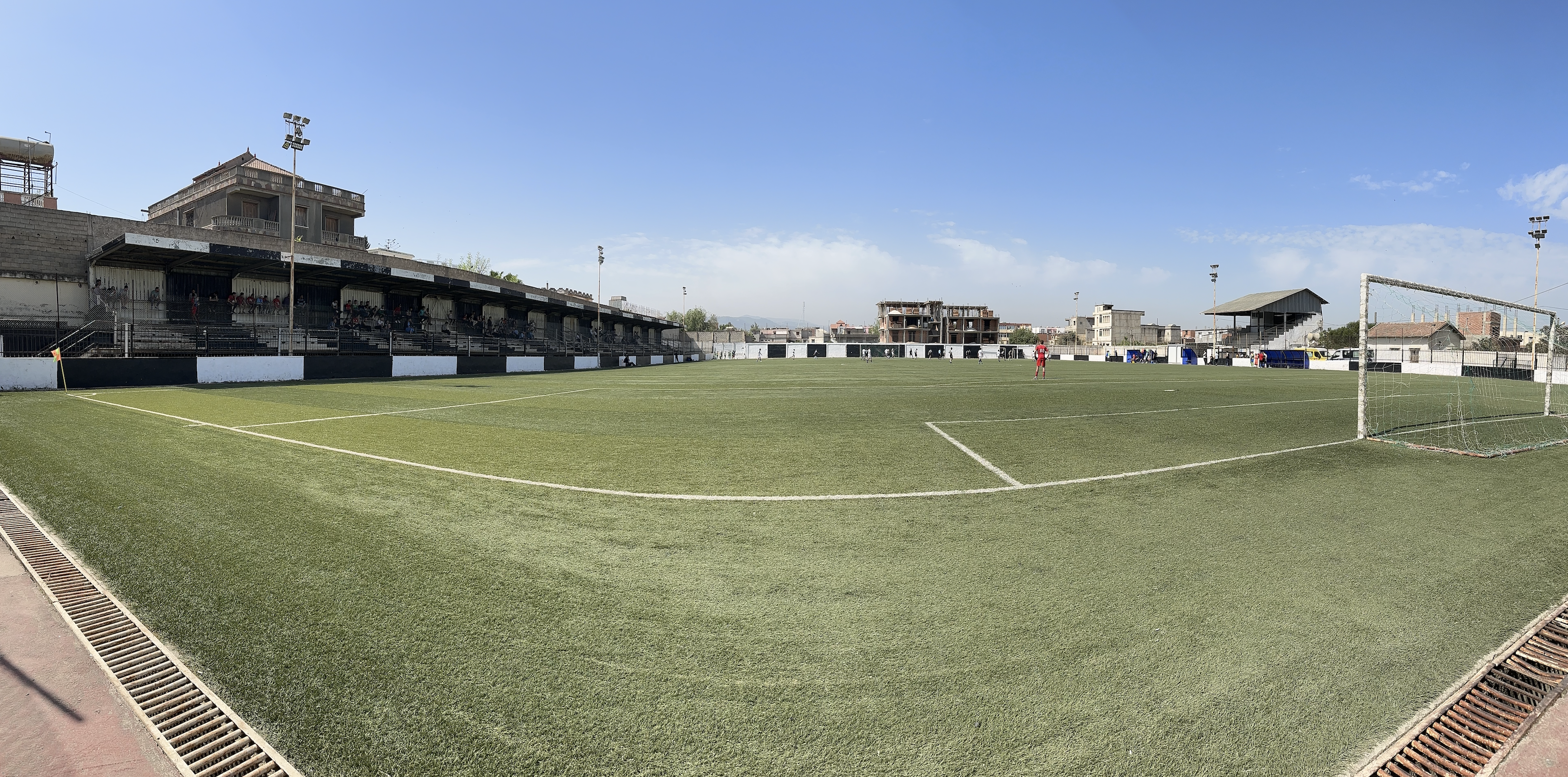
Vue panoramique.
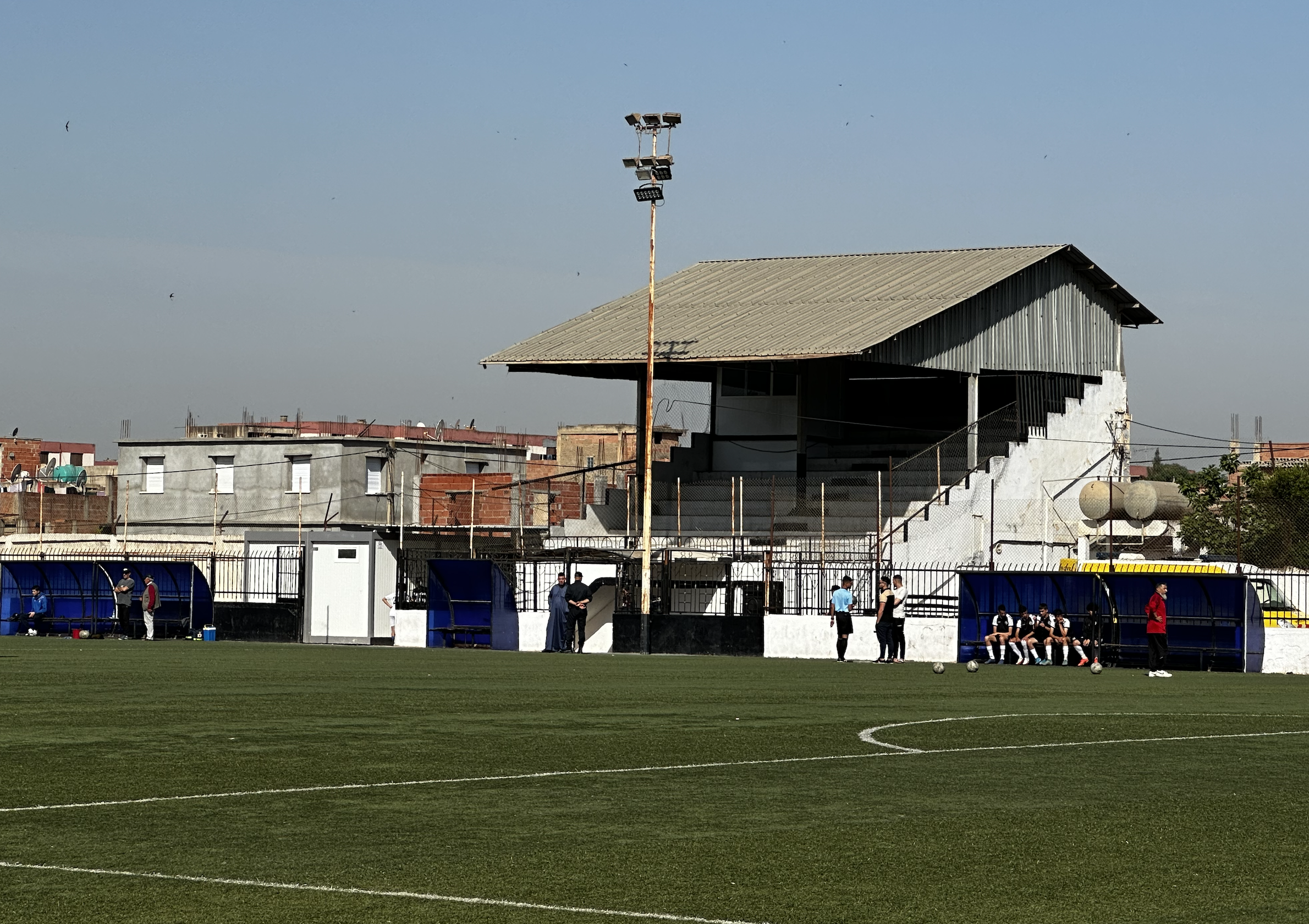
Vue de la grande tribune.
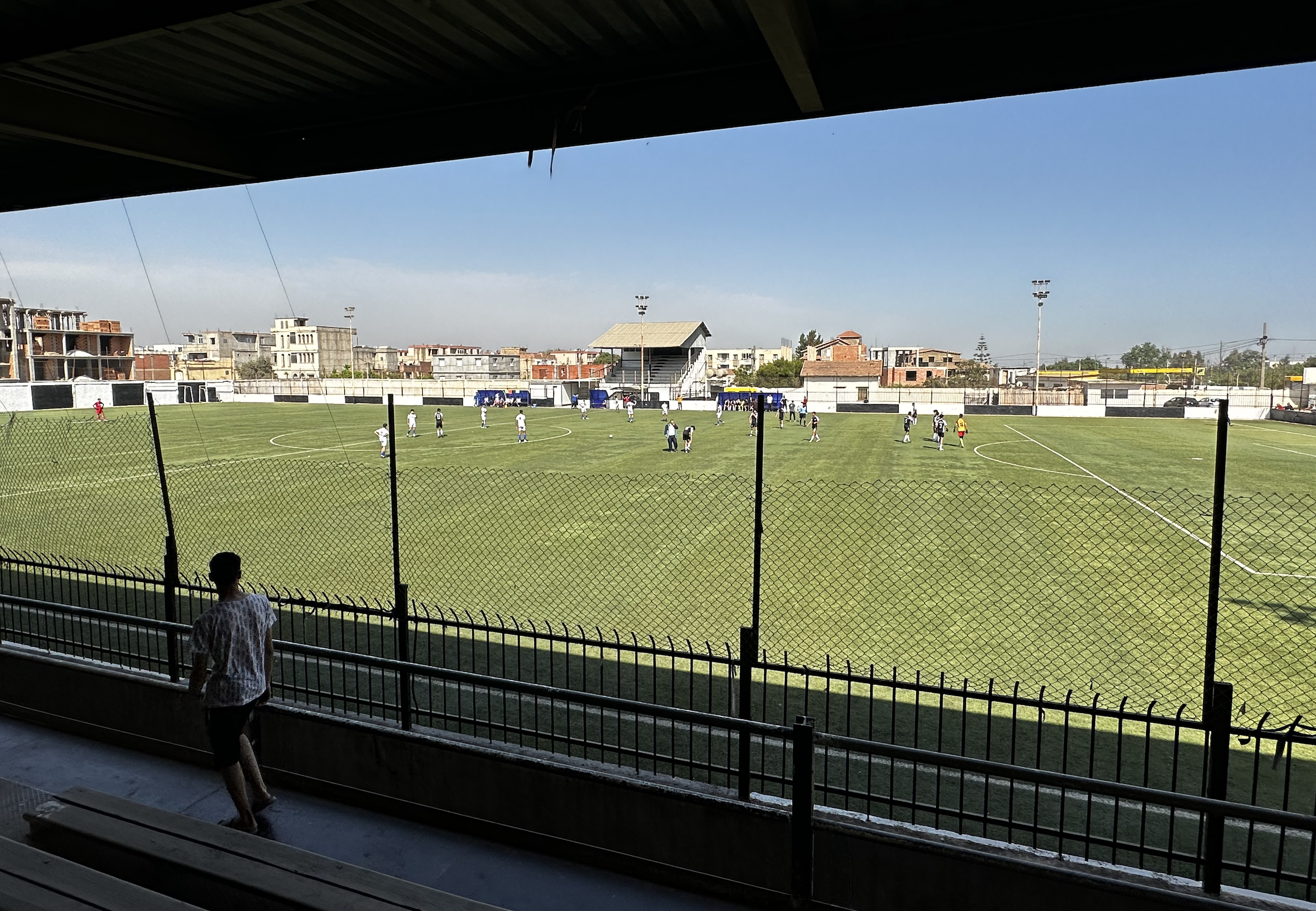
Vue depuis la grande tribune.
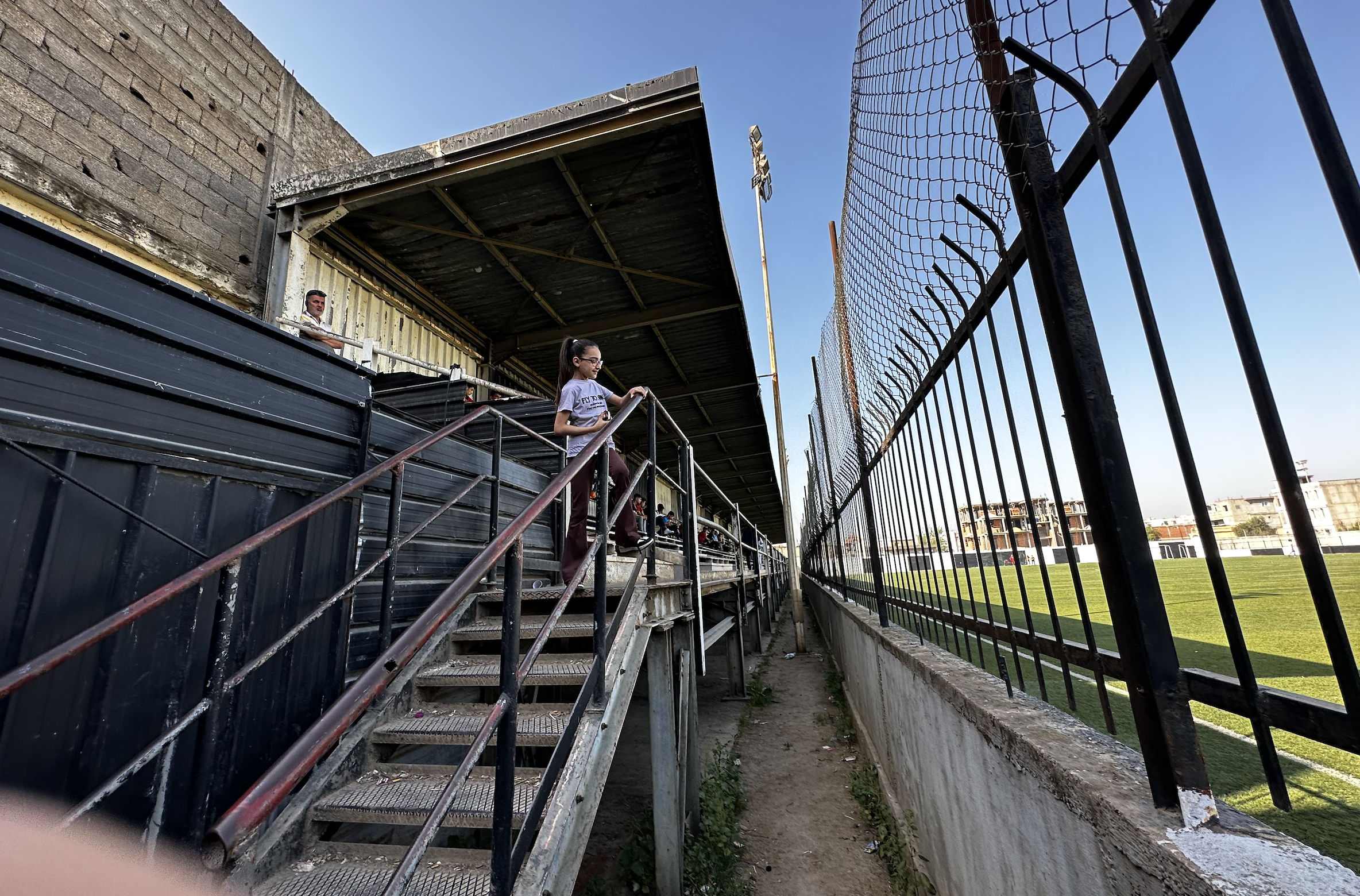
Accès à la grande tribune.